# سيسيل باور
سيسيل باور (بالإنجليزية: Cecil Bauer)‏ هو سياسي أمريكي، ولد في 20 فبراير 1927، وتوفي في 6 أغسطس 2004. انتخب عمدة لوفلاند، أوهايو، أوهايو.